# Majaczewice (gmina)
Majaczewice (od 1953 Burzenin) – dawna gmina wiejska istniejąca do 1953 roku w woj. łódzkim. Nazwa gminy pochodzi od wsi Majaczewice, lecz siedzibą władz gminy był Burzenin.

## Historia
Za Królestwa Polskiego gmina Majaczewice należała do powiatu sieradzkiego w guberni kaliskiej. 31 maja 1870 do gminy przyłączono pozbawiony praw miejskich Burzenin.
W okresie międzywojennym gmina Majaczewice należała do powiatu sieradzkiego w woj. łódzkim. Po wojnie gmina zachowała przynależność administracyjną. Według stanu z 1 lipca 1952 roku gmina składała się z 21 gromad: Antonin, Brzeźnica, Burzenin, Grabówka, Gronów, Jarocice, Kamionka, Ligota, Majaczewice, Marianów, Niechmirów, Nieczuj, Prażmów, Redzeń II, Ręszew, Strzałki, Szczawno, Tyczyn, Witów, Wolnica Grabowska i Wolnica Niechmirowska.
21 września 1953 roku jednostka o nazwie gmina Majaczewice została zniesiona przez przemianowanie na gminę Burzenin.